# Alena Pěčková
Alena Pěčková (* 30. März 2001) ist eine tschechische Fußballspielerin und seit 2022 auch A-Nationalspielerin.

## Karriere

### Vereine
Pěčkovás Seniorinnendebüt erfolgte im Alter von 19 Jahren für den 1. FC Slovácko in der I. liga žen, der höchsten Spielklasse im tschechischen Frauenfußball. Zum Saisonstart am 23. August 2020 wurde sie für Klára Waltrová in der 77. Minute beim 2:0-Sieg im Heimspiel gegen die Frauenfußballmannschaft des FK Dukla Prag eingewechselt. In ihrem 12. und letzten Saisonspiel am 2. April 2021 (13. Spieltag) im Auswärtsspiel gegen die Frauenfußballmannschaft des FK Pardubice erzielte sie mit dem 1:0-Siegtor in der 90. Minute ihr erstes Tor.
Ihr 59. und letztes Pflichtspiel für die Mannschaft hatte sie am 25. Mai 2024 im sechsten und letzten Spiel der Meisterrunde bei der 0:2-Niederlage im Auswärtsspiel gegen die Frauenfußballmannschaft von Slavia Prag.
Am 19. Juli 2024 wurde sie vom spanischen Erstligisten SD Eibar unter Vertrag genommen, der bis zum 30. Juni 2026 datiert ist. In ihrer Premierensaison im Ausland bestritt sie 17 Punktspiele und kam das erste Mal zum Saisonstart am 7. September 2024 beim 2:0-Sieg im Heimspiel gegen Betis Sevilla in der Liga F zum Einsatz.

### Nationalmannschaft
Pěčková debütierte als Nationalspielerin für den FAČR in der U19-Nationalmannschaft, die am 2. Oktober 2018 das erste Spiel der EM-Qualifikationsgruppe 4 mit 2:0 gegen die U19-Nationalmannschaft Bosnien-Herzegowinas in Bijeljina gewann. Im letzten Spiel der EM-Qualifikationsgruppe A der zweiten Qualifikationsrunde erzielte sie am 9. April 2019 beim 2:0-Sieg über die U19-Nationalmannschaft Griechenlands mit dem Treffer zur 1:0-Führung in der 36. Minute ihr erstes Länderspieltor. Zwei weitere EM-Qualifikationsspiele, in denen sie berücksichtigt wurde, fanden am 2. und 8. Oktober 2019 gegen die U19-Nationalmannschaften Färöers (5:0) und Finnlands (0:5) statt. Sie nahm ferner an einem Turnier in der Türkei teil und fand in zwei Spielen Berücksichtigung sowie in zwei Freundschaftsspielen gegen die U19-Nationalmannschaft Polens. Ihre letzten drei Länderspiele in dieser Altersklasse bestritt sie am 3., 5. und 7. März 2020 in einem Turnier in Portugal (1:2 vs. Portugal, 2:4 vs. Finnland, 0:0 vs. Österreich).
Für die A-Nationalmannschaft debütierte sie im letzten Länderspiel des Jahres 2022; am 15. November gehörte sie der Mannschaft an, die das in Bukarest gegen die Nationalmannschaft Rumäniens ausgetragene Freundschaftsspiel mit 2:1 gewann.
Zu Beginn des Jahres 2023 nahm sie mit ihrer Mannschaft am Turnier um den Cup of Nations in Australien teil und kam im zweiten und dritten Spiel zum Einsatz (3:2 vs. Jamaika in Sydney, 0:3 vs. Spanien in Newcastle) zum Einsatz, wie auch in drei Freundschaftsspielen danach (2:0 vs. Marokko, 0:2 vs. Österreich, 0:2 vs. Nordirland). Zudem bestritt sie (die ersten) vier von sechs Spielen der Gruppe B4 im Premiere-Wettbewerb der Nations-League. Ihr erstes A-Länderspieltor erzielte sie am 19. Februar 2023 beim 3:2-Sieg über die 
Nationalmannschaft Jamaikas mit dem Siegtreffer in der 90. Minute.
Im Spieljahr 2024 fand sie in elf Länderspielen Berücksichtigung, darunter zwei Freundschaftsspiele, fünf von sechs Spielen der EM-Qualifikationsgruppe A2 sowie jeweils zwei Ausschlussspiele der ersten und zweiten Runde.
In der zweiten Wettbewerbsaustragung der Nations-League wurde sie in (den ersten) vier Spielen der Gruppe B4 eingesetzt. Zuletzt kam sie am 26. Juni 2025 in Winterthur bei der 1:4-Niederlage im Freundschaftsspiel gegen die Schweizer Nationalmannschaft zum Zuge.

## Erfolge
- Dritter Meisterschaft 2021, 2022, 2023, 2024
- Tschechischer Pokal-Finalist 2024